# Silsbee-Effekt
Als Silsbee-Effekt, auch silsbeesche Hypothese genannt (nach Francis B. Silsbee), wird der Zusammenbruch des supraleitenden Zustands bei hohen Stromstärken in einem Typ-I-Supraleiter bezeichnet, dessen Radius größer als die Londonsche Eindringtiefe ist.

## Herleitung

Verlauf des kritischen Radius in Abhängigkeit von der Temperatur

Das ampèresche Gesetz beschreibt den Zusammenhang zwischen dem in einem Draht fließenden Strom {\displaystyle I} und der Stärke des von ihm erzeugten Magnetfeldes {\displaystyle H}. Für einen Draht mit kreisförmigem Querschnitt und Radius {\displaystyle r} gilt daher für das Magnetfeld an dessen Oberfläche:
{\displaystyle H={\frac {I}{2\pi r}}}.
Die Abhängigkeit der kritischen Feldstärke {\displaystyle H_{\mathrm {c} }} von der kritischen Temperatur {\displaystyle T_{\mathrm {c} }} kann empirisch gefunden oder aus der BCS-Theorie hergeleitet werden:
{\displaystyle H_{\mathrm {c} }=H_{\mathrm {c} }(T=0)\left(1-\left({\frac {T}{T_{\mathrm {c} }}}\right)^{2}\right)}
Also gilt für den kritischen Radius {\displaystyle r_{\mathrm {c} }} eines vom Strom {\displaystyle I} bei der Temperatur {\displaystyle T} durchflossenen Supraleiters:
{\displaystyle r_{\mathrm {c} }={\frac {I}{2\pi H_{\mathrm {c} 0}\left(1-\left({\frac {T}{T_{\mathrm {c} }}}\right)^{2}\right)}}}
In einem Draht mit 1 mm Durchmesser können so Ströme bis zu 100 A fließen.
Die kritische Stromdichten bzw. der kritische Radius, die aus dieser einfachen Rechnung hervorgehen, sind nur als Abschätzung zu verstehen. Genauere Berechnungen auf Basis der Ginsburg-Landau- oder BCS-Theorie können mitunter deutlich niedrigere Werte zum Ergebnis haben, insbesondere wenn Verunreinigungen und Materialdefekte berücksichtigt werden.